# Bohdana Matiyash

Bohdana Matiyash, née le 28 janvier 1982 à Kiev, est une poétesse, traductrice et critique littéraire ukrainienne.

## Biographie
Bohdana Matiyash étudie à l’Université nationale Académie Mohyla de Kiev. Elle est la sœur de l’écrivaine, Dzvinka Matiyash.

## Carrière littéraire
Bohdana Matiyash est rédactrice de la maison d'édition et du magazine The Critique, Elle est également l'une des correspondantes du magazine Ukrainian Journal.
En qualité de poétesse, certains de ses poèmes ont été traduits en plus de dix langues. Elle est l’auteure de plusieurs recueils de poèmes dont Undeveloped Photos (2005), Conversations with God (2007) et Your Favorite Dogs and Other Animals (2011),. Une sélection de ses poèmes dont le texte, Tvoya Lubov Prosta I Usmihnena (Ton amour est simple et souriant), est présente dans l'anthologie Metamorphoses. Ten Ukrainian Poets of the Past Decade, éditée en 2011.
Bohdana Matiyash est une traductrice du biélorusse et du polonais vers l'ukrainien. Elle est notamment la traductrice des œuvres Fado d’Andrzej Stasiuk en 2009, ou de Gottland par Mariusz Szczygieł en 2010.

## Publications
Parmi une liste non exhaustive :
- Rozmovy z Bohom (Conversations with God(, illustrations d'Oksana Tryhub, Discursus, Brusturiv, 80p, 2013,  (ISBN 9789669731418)
- Kazky Rizdva. 2 in 1. (Christmas Fairy Tales), illustrations de Volodymyr Shtanko, Vydavnytstvo Staroho Leva, Lviv, 124p, 2015,  (ISBN 9786176791898)
- Pisnya Pisen. (The Song of Songs), illustrations de Bohdana Bondar, Vydavnytstvo Staroho Leva, Lviv, 142p, 2018,  (ISBN 9786176792345)